# Alvise Corner (cardinale)
Alvise Corner, talvolta italianizzato in Luigi Cornaro (Venezia, 12 febbraio 1517 – Roma, 10 maggio 1584), è stato un cardinale italiano.

## Biografia
Figlio del senatore veneziano Giovanni Cornaro, era inoltre pronipote della regina di Cipro Caterina Cornaro. Anche suo fratello Federico fu cardinale. La madre, Adriana Pisani, era la sorella di Francesco Pisani, cardinale così come i suoi zii Marco e Francesco.
Entrato nell'ordine dei Cavalieri di San Giovanni di Gerusalemme, fu nominato gran commendatore di Cipro, ma rinunciò alla carica a favore del fratello. Venne creato cardinale diacono di San Teodoro nel concistoro del 20 novembre 1551 da papa Giulio III. Dal 10 maggio 1570 fino alla morte fu camerlengo di Santa Romana Chiesa, carica che acquistò pagando 70.000 scudi che papa Pio V destinò a finanziare la guerra contro l'impero ottomano. Il Cornaro stesso fu uno dei più attivi promotori della Lega Santa, vittoriosa nella battaglia di Lepanto del 1571.
Morì a Roma ed è sepolto nella chiesa di Santa Maria in Trivio.

## Conclavi
Durante il suo periodo di cardinalato Alvise Corner partecipò ai conclavi:
- Conclave dell'aprile 1555, che elesse papa Marcello II
- Conclave del maggio 1555, che elesse papa Paolo IV
- Conclave del 1559, che elesse papa Pio IV
- Conclave del 1565-1566, che elesse papa Pio V
- Conclave del 1572, che elesse papa Gregorio XIII

## Ascendenza
|                     |                 |                      | Genitori             |  |  | Nonni |  |  | Bisnonni     |  |  | Trisnonni      |  |
|                     |                 |                      |                      |  |  |       |  |  | Marco Corner |  |  | Giorgio Corner |  |
|                     |                 |                      |                      |  |  |       |  |  | Marco Corner |  |  | Giorgio Corner |  |
|                     |                 | Caterina Giustinian  |                      |  |  |       |  |  | Marco Corner |  |  |                |  |
| Giorgio Corner      |                 |                      |                      |  |  |       |  |  | Marco Corner |  |  |                |  |
|                     |                 | Fiorenza Crispo      | Nicolò Crispo        |  |  |       |  |  |              |  |  |                |  |
|                     |                 | Fiorenza Crispo      | Nicolò Crispo        |  |  |       |  |  |              |  |  |                |  |
|                     |                 | Fiorenza Crispo      | Valenza Comneno      |  |  |       |  |  |              |  |  |                |  |
| Giovanni Corner     |                 | Fiorenza Crispo      |                      |  |  |       |  |  |              |  |  |                |  |
|                     |                 | Francesco Morosini   | …                    |  |  |       |  |  |              |  |  |                |  |
|                     |                 | Francesco Morosini   | …                    |  |  |       |  |  |              |  |  |                |  |
|                     |                 | Francesco Morosini   | …                    |  |  |       |  |  |              |  |  |                |  |
| Elisabetta Morosini |                 | Francesco Morosini   |                      |  |  |       |  |  |              |  |  |                |  |
|                     |                 | …                    | …                    |  |  |       |  |  |              |  |  |                |  |
|                     |                 | …                    | …                    |  |  |       |  |  |              |  |  |                |  |
|                     |                 | …                    | …                    |  |  |       |  |  |              |  |  |                |  |
| Alvise Corner       |                 | …                    |                      |  |  |       |  |  |              |  |  |                |  |
|                     | Giovanni Pisani | Almorò Pisani        |                      |  |  |       |  |  |              |  |  |                |  |
|                     | Giovanni Pisani | Almorò Pisani        |                      |  |  |       |  |  |              |  |  |                |  |
|                     | Giovanni Pisani | Elisabetta Trevisan  |                      |  |  |       |  |  |              |  |  |                |  |
| Alvise Pisani       | Giovanni Pisani |                      |                      |  |  |       |  |  |              |  |  |                |  |
|                     |                 | Chiara Loredan       | Lorenzo Loredan      |  |  |       |  |  |              |  |  |                |  |
|                     |                 | Chiara Loredan       | Lorenzo Loredan      |  |  |       |  |  |              |  |  |                |  |
|                     |                 | Chiara Loredan       | …                    |  |  |       |  |  |              |  |  |                |  |
| Adriana Pisani      |                 | Chiara Loredan       |                      |  |  |       |  |  |              |  |  |                |  |
|                     |                 | Benedetto Giustinian | Francesco Giustinian |  |  |       |  |  |              |  |  |                |  |
|                     |                 | Benedetto Giustinian | Francesco Giustinian |  |  |       |  |  |              |  |  |                |  |
|                     |                 | Benedetto Giustinian | Isabella Corner      |  |  |       |  |  |              |  |  |                |  |
| Cecilia Giustinian  |                 | Benedetto Giustinian |                      |  |  |       |  |  |              |  |  |                |  |
|                     |                 | Marina Gritti        | Luca Gritti          |  |  |       |  |  |              |  |  |                |  |
|                     |                 | Marina Gritti        | Luca Gritti          |  |  |       |  |  |              |  |  |                |  |
|                     |                 | Marina Gritti        | …                    |  |  |       |  |  |              |  |  |                |  |
|                     |                 | Marina Gritti        |                      |  |  |       |  |  |              |  |  |                |  |